# 1770 Schlesinger
1770 Schlesinger eller 1967 JR är en asteroid i huvudbältet som upptäcktes den 10 maj 1967 av den argentinska astronomn Carlos U. Cesco och den amerikanske astronomen Arnold R. Klemola vid Leoncito Astronomical Complex. Den har fått sitt namn efter den amerikanske astronomen Frank Schlesinger.
Asteroiden har en diameter på ungefär 10 kilometer.